# Districtul Anse Etoile
Anse Etoile este un district  în Seychelles, situat pe insula Mahé.